# Sarangpur
Sarangpur ist eine Stadt im indischen Bundesstaat Madhya Pradesh.
Die Stadt ist Teil des Distrikts Rajgarh. Sarangpur hat den Status eines Municipal Councils. Die Stadt ist in 26 Wards gegliedert. Sie hatte am Stichtag der Volkszählung 2011 37.435 Einwohner. Die Alphabetisierungsrate liegt bei 74,54 % und damit nahe dem nationalen Durchschnitt.